# Sheryl Crow
Sheryl Suzanne Crow (født 11. februar 1962 i Kennett, Missouri, USA) er en amerikansk rocksanger, skuespillerinde og sangskriver. Hun for en række store hits såsom "All I Wanna Do", "Run Baby Run" og "Tomorrow Never Dies" - sidstnævnte fungerede som titelnummer til James Bond-filmen af samme navn.

## Baggrund
Hun skrev sin første sang, da hun var 13 år, og har en universitetsuddannelse i musik.

## Karriere
Før hun påbegyndte sin solokarriere, arbejdede hun som korsanger for blandt andre Michael Jackson, Sting, Rod Stewart, Stevie Wonder, Foreigner, Joe Cocker, Sinead O'Connor og Don Henley. Hun har skrevet sange sammen med Wynonna Judd, Celine Dion og Eric Clapton.
Crow fik sit første hit i 1994 med sangen "All I Wanna Do" - en sang, der sammen med debutalbummet "Tuesday Night Music Club" sikrede hende hele tre Grammy-priser i 1995. 
Sheryl Crow har vundet i alt 9 Grammy-priser og solgt over 50 millioner album, indspillet filmmusik og medvirket i en række film.

## Privat
Sheryl Crow har både været kærester med musikeren Eric Clapton og skuespilleren Owen Wilson. I 2003 begyndte hun at date den syvdobbelte Tour de France-vinder, cykelrytteren Lance Armstrong, og i 2005 annoncerede de to en forlovelse. Men allerede året efter gik de to hver til sit.
I 2007 adopterede hun sønnen Wyatt og i 2010 lillebroderen, Levi.

## Diskografi
- Tuesday Night Music Club (1993)
- Sheryl Crow (1996)
- The Globe Sessions (1998)
- C'mon, C'mon (2002)
- Wildflower (2005)
- Detours (2008)
- Home for Christmas (2008)
- 100 Miles from Memphis (2010)
- Feels Like Home (2013)
- Be Myself (2017)
- Threads (2019)
- Evolution (2024)

## Filmografi
- Pavarotti & Friends for War Children (1996)
- 54 (1998)
- The Minus Man (1999)
- All Access (2001)
- De-lovely (2004)
- Hannah Montana (2010)
- Cougar Town (2010)
- NCIS: New Orleans (2017)
- Long Story Short: Willie Nelson 90 (2023)

## Priser
- Grammy 1995 Bedste nye kunstner
- Grammy 1995 Bedste kvindelige sangerinde
- Grammy 1995 Bedste kvindelige kunstner